# Attentats contre Louis-Philippe Ier

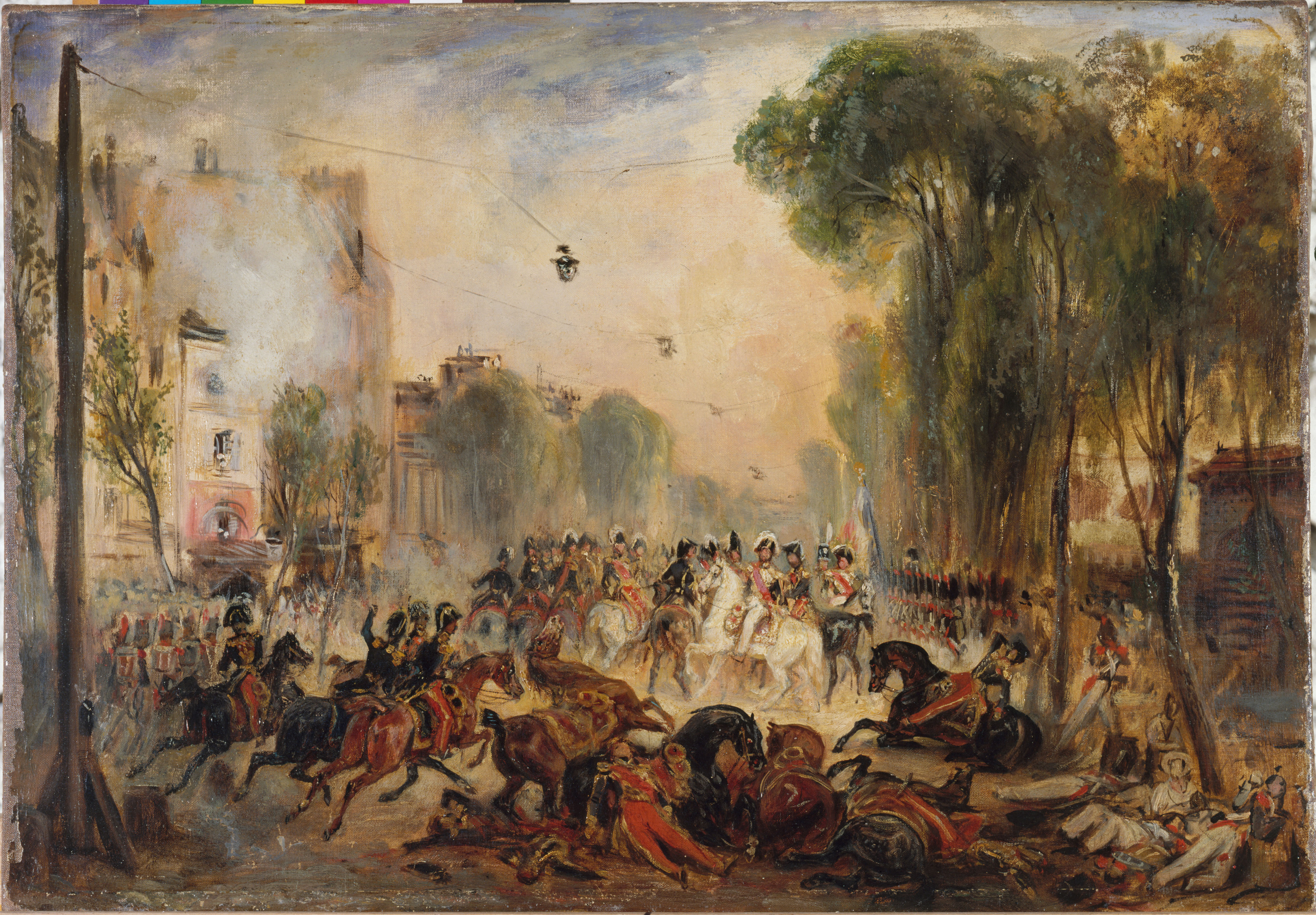
L'attentat de Fieschi, boulevard du Temple, 28 juillet 1835, huile sur toile attribuée à François-Gabriel Lépaulle, Paris, musée Carnavalet, vers 1835.

Un grand nombre d’attentats contre Louis-Philippe Ier ont été commis sous la monarchie de Juillet.
Ces attentats se sont multipliés à partir du moment où le gouvernement de Louis-Philippe a commencé à sévir contre l’agitation républicaine. Certains républicains sont alors passés à l’action violente contre la personne du roi pour tenter de faire triompher leurs revendications. 

## Amorce

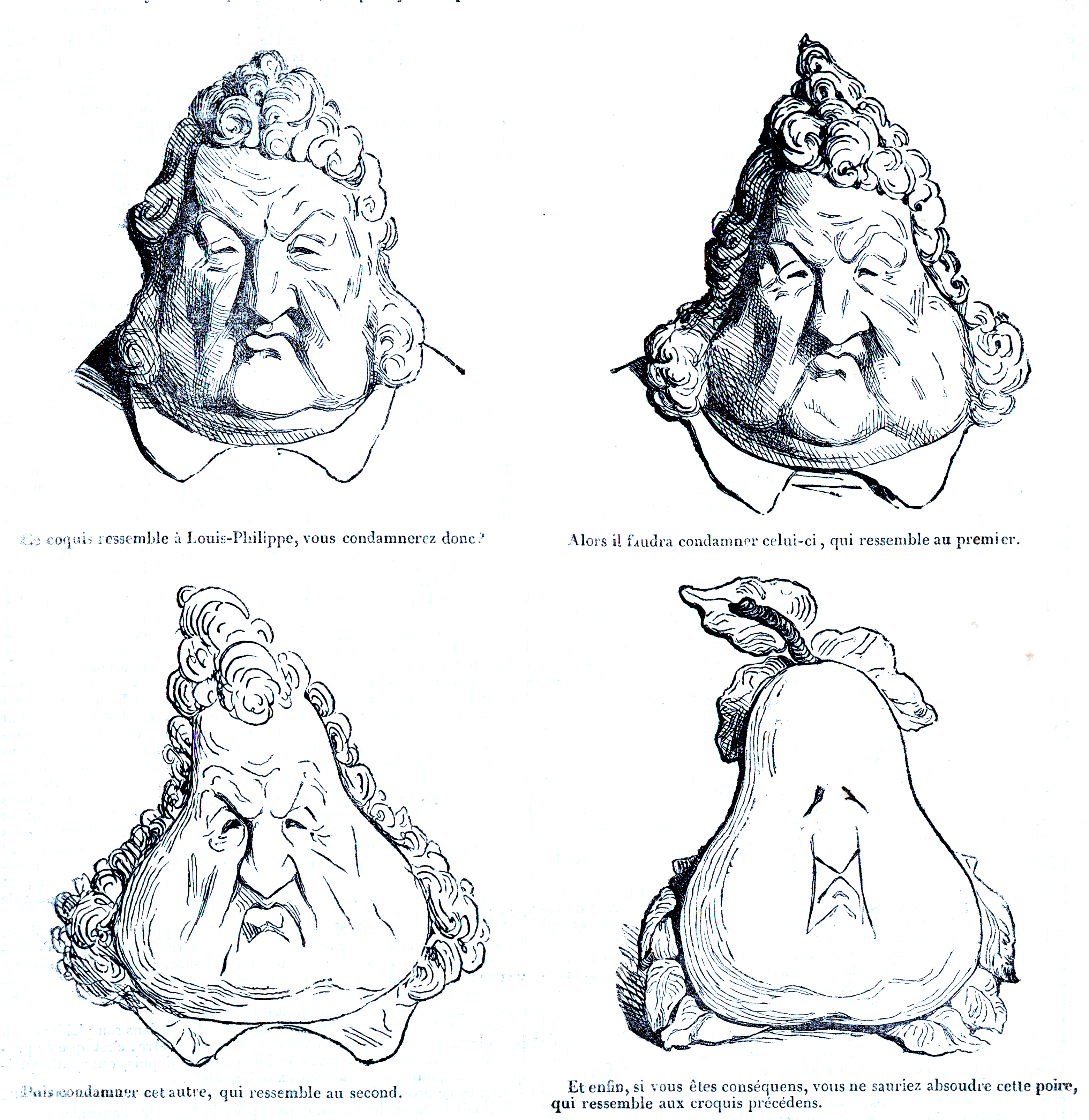
Caricatures de Louis-Philippe par Charles Philipon parues dans Le Charivari.

Le point de départ de cette évolution peut être situé au 9 mai 1831 : lors d’un banquet au restaurant les Vendanges de Bourgogne, rue Saint-Antoine à Paris, deux cents jeunes républicains fêtent le verdict du 15 avril, qui a vu l’acquittement de plusieurs jeunes officiers de la garde nationale, parmi lesquels Godefroi Cavaignac. Le jeune mathématicien Évariste Galois porte un toast en brandissant dans la même main son verre et un grand couteau et en s’écriant : « À Louis-Philippe, s’il trahit ! »
Il est arrêté et déféré devant la cour d’assises le 15 juin. Il reconnaît les faits et, au président qui lui demandait s’il avait exprimé un simple sentiment personnel ou s’il avait voulu appeler l’assistance à commettre une telle action dans le cas où Louis-Philippe trahirait, il explique posément : « Je voulais provoquer à une pareille action dans le cas où Louis-Philippe trahirait », et précise que cette hypothèse lui semble très probable. Pourtant, il est acquitté par le jury populaire.

## Complot des Tours de Notre-Dame
Le 4 janvier 1832, la police évente un complot dit « des Tours de Notre-Dame » mené par les républicains de la société des Amis du peuple. Celui-ci visait à incendier les tours de Notre-Dame de Paris afin de donner le signal d'une révolte populaire et militaire contre le régime de Louis-Philippe.
À sa tête, un nommé Considère, domestique au chômage âgé de 24 ans, dirige un groupe d'une dizaine de jeunes hommes devant mettre le feu aux tours.
Son arrestation et son procès donnent lieu à un scandale politique et médiatique. En effet, tandis que lors de son interrogatoire il se présente en tant qu'« émeutier » ne sachant ni lire, ni écrire, le tribunal cherche à lui attribuer à tout prix des liens avec le Parti républicain menaçant alors le pouvoir.
De plus, Considère accuse la police d’avoir été informée du complot, de l'avoir laissé se dérouler (allant jusqu'à laisser commencer l'incendie du toit de la tour sud de Notre-Dame) et d'être intervenu au dernier moment afin de valoriser l'action du nouveau préfet de Police, Henri Gisquet et son habileté à protéger le régime.
Condamné à 5 ans de prison, il lance à l'intention du président de la Cour d’assises : « On t'en donnera va ! Cinq ans de prison, l'amende et les frais... Sois tranquille ! Je te paierai sur la caisse de Louis-Philippe ! ». Cette invective est réutilisée par les orléanistes afin de renforcer l'association potentielle de ces émeutiers au Parti républicain.
La publication par le Times de Londres de la nouvelle de l'incendie des tours de Notre-Dame de Paris dans son édition du 3 janvier, sur la base d'une lettre datée du 2 janvier tandis que les faits se sont déroulés le 4 renforce par ailleurs les thèses complotistes instrumentalisées par le régime[pas clair].
Aujourd'hui, la plupart des historiens penchent pour une machination légitimiste, plutôt que républicaine, contre les orléanistes[réf. nécessaire].

## Complot de la rue des Prouvaires
Le 1er février 1832, la police déjoue le complot dit « de la rue des Prouvaires ». À l’occasion d’un bal donné aux Tuileries dans la nuit du 1er au 2 février, les conjurés légitimistes devaient capturer, et peut-être tuer, le roi, la famille royale et les ministres et proclamer Henri V. À dix heures du soir, la police, qui a infiltré le réseau, parvient à arrêter les conjurés.
Le comte Raoul de La Sayette et le chevalier de Romans qui figuraient parmi les complotistes parvinrent à fuir vers la Suisse mais ils y furent condamnés au bannissement.

## Attentat du 19 novembre 1832
Le 19 novembre 1832 vers 14 heures Louis-Philippe se rend au palais Bourbon pour l’ouverture de la session parlementaire, alors qu'il traverse le Pont-Royal un coup de feu est tiré dans sa direction. Personne n’est touché mais, dans le désordre provoqué par l’émotion, l’auteur parvient à prendre la fuite. On finit par arrêter un étudiant en droit âgé de 21 ans, répétiteur dans un pensionnat, nommé Bergeron. Républicain exalté, chef de section de la Société des droits de l'Homme, Bergeron nie les faits qui lui sont reprochés et transforme son procès en tribune républicaine. Il est acquitté le 18 mars 1833.

## Attentat de Fieschi (28 juillet 1835)

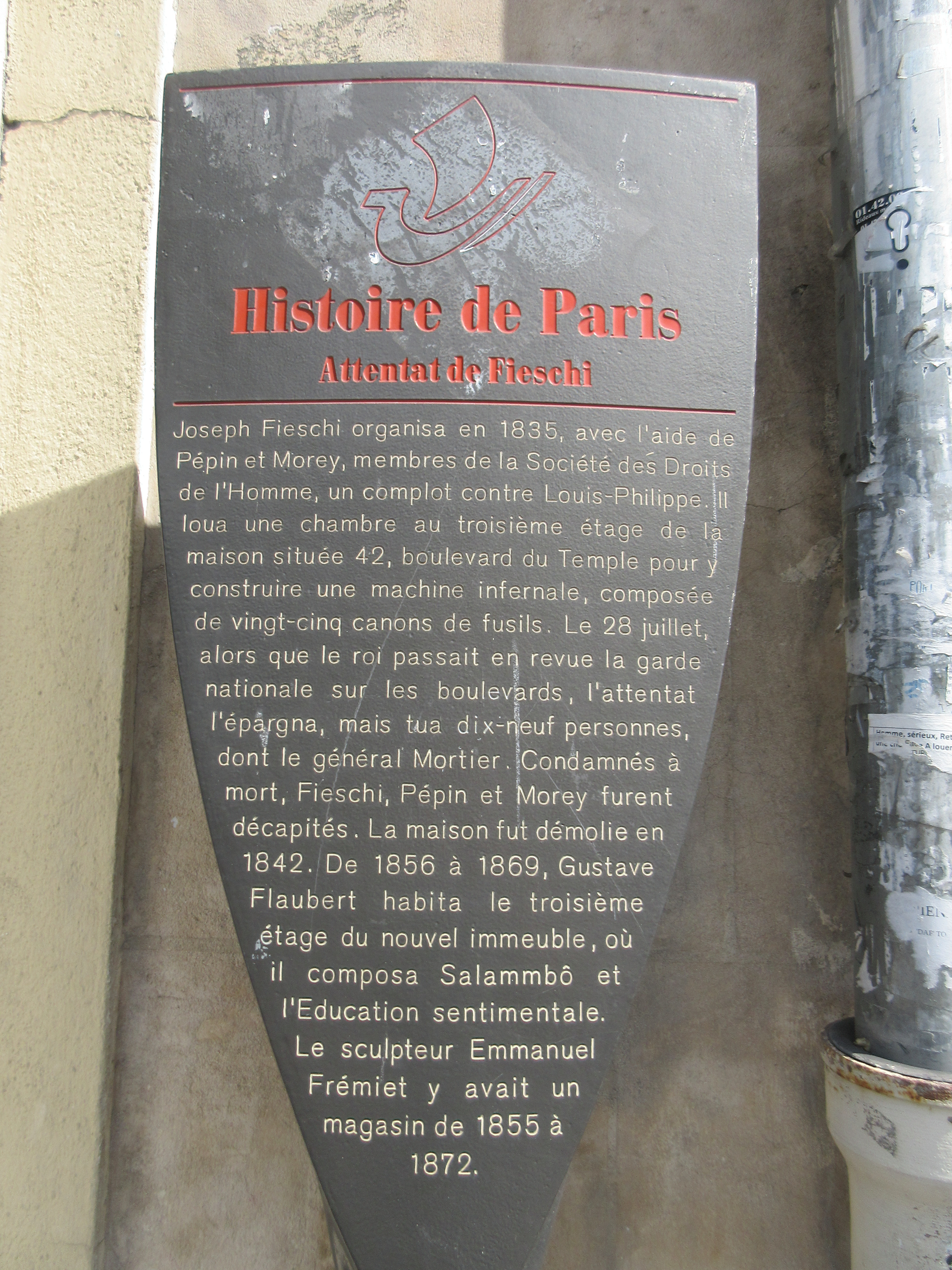
Panneau Histoire de Paris
« Attentat de Fieschi »

Le 28 juillet 1835, Giuseppe Fieschi, ancien soldat de Napoléon Ier et ancien indicateur de la police de Louis-Philippe, utilise une machine infernale pour tenter de tuer le roi au moment où celui-ci passe en revue la garde nationale sur le boulevard du Temple, à l'occasion de l'anniversaire de la Révolution de Juillet. Dix-huit morts et quarante blessés sont victimes de l'attentat, dont l'ancien président du Conseil, le maréchal Mortier. Louis-Philippe y échappe. 
Arrêté et jugé par la Chambre des pairs, Fieschi est condamné et guillotiné avec ses deux complices en 1836. L'attentat rehausse la popularité du roi. En septembre, des lois répressives contre l'opposition républicaine sont adoptées.

## Attentat d'Alibaud (25 juin 1836)
Le 25 juin 1836, en fin d’après-midi, Louis-Philippe, la reine Marie-Amélie et Madame Adélaïde quittent le palais des Tuileries pour se rendre au château de Neuilly. Ils ont pris place dans une voiture blindée appelée « la Saverne », qui servait à Napoléon Ier et qui a été remise en service depuis l’attentat de Fieschi. Comme à son habitude, mais contrairement à l’étiquette, le roi a laissé les deux places dans le sens de la marche à sa femme et à sa sœur et s’est installé à contresens sur la banquette qui leur fait face.
Lorsque l’équipage passe sous les guichets du Louvre, du côté du pont du Carrousel, la garde rend les honneurs et Louis-Philippe sort la tête à la fenêtre pour la saluer. Un coup de feu est tiré, très près de la tête du roi et remplit la voiture de fumée. La balle va se loger dans le plafond. Louis-Philippe, parfaitement maître de lui, ordonne au cocher de continuer et, arrivé à Neuilly, il passe en revue, impassible, le détachement de la Garde nationale chargé de sa protection. La nouvelle de l'attentat s’étant déjà répandue, il en reçoit de vives acclamations.
L'auteur du coup de feu a été aussitôt arrêté, remis au corps-de-garde par M. Devismes, sergent de la deuxième légion et armurier. C’est un militant républicain de vingt-six ans, ancien sous-officier révolté contre la répression qui a suivi les journées de juin 1832, du nom de Louis Alibaud. Il a tenté de tuer le roi à l'aide d'une canne-fusil dont Devismes est l'inventeur. Traduit devant la Chambre des pairs, il est condamné à mort et guillotiné le 11 juillet, à cinq heures du matin. Durant son procès, il affirme que deux cents républicains ont fait le serment de tuer Louis-Philippe.

## Attentat de Meunier (27 décembre 1836)
Le 27 décembre 1836, alors que Louis-Philippe, accompagné du duc d’Orléans, du duc de Nemours et du prince de Joinville, se rend au palais Bourbon pour l’ouverture de la session parlementaire, une balle effleure sa poitrine et brise une glace de la voiture dont les éclats entaillent légèrement les visages des princes.
L'auteur de l’attentat est un jeune exalté isolé, âgé de 22 ans, Meunier, enfant d'un ménage désuni, qui affirme lors de son interrogatoire que les lectures lui ont appris que « les d'Orléans avaient toujours fait le malheur de la France ». 
Meunier pleure, se repent, mais il est condamné à mort par la Chambre des pairs le 25 avril 1837. Il écrit alors à Louis-Philippe pour implorer sa grâce, et sa mère vient aux Tuileries se jeter aux pieds du roi et de la reine. Louis-Philippe accorde sa grâce et commue la peine capitale en exil aux États-Unis, et va jusqu’à faire remettre un petit pécule à Meunier. La magnanimité du roi est naturellement largement mise en scène par la propagande officielle.

## Complot de Champion (19 janvier 1837)
Le 19 janvier 1837, alors que la Chambre des députés entend la veille un rapport sur une pétition réclamant une amnistie générale pour les condamnés politiques, la police découvre chez un nommé Champion, ouvrier mécanicien, une machine infernale du type de celle utilisée par Fieschi. L'homme avoue avoir eu l'intention de tuer le roi, affirme avoir agi seul et, profitant d'une brève absence du gardien, se pend dans sa cellule avec sa cravate.

## Complot d'Hubert (décembre 1837)
Quelques jours avant l'ouverture de la session parlementaire, fixée au 18 décembre 1837, la police découvre un complot dirigé contre Louis-Philippe : une machine infernale devait être dirigée contre le cortège royal peu avant son arrivée au palais Bourbon.
L'âme de la conjuration est un nommé Hubert, déjà condamné pour un attentat raté contre le roi et amnistié en mai 1837 avec les autres condamnés politiques. Sa complice, Laure Grouvelle, est une « révoltée », ancienne amie d'Alibaud.

## Attentat de Darmès (15 octobre 1840)
Le 15 octobre 1840, un ouvrier frotteur, Marius Darmès, tire au pistolet sur la voiture de Louis-Philippe qui emprunte le quai des Tuileries pour se rendre à Saint-Cloud. Trop chargée, l'arme éclate dans les mains de l'assassin, ce qui sauve sans doute la vie du roi.
Darmès, anarchiste exalté, est jugé devant la Chambre des pairs et condamné à mort le 29 mai 1841. Il est exécuté deux jours plus tard.
L'attentat de Darmès attriste profondément le roi, qui croyait que les tentatives d'assassinat le visant avaient cessé, mais il refroidit un certain nombre de têtes, alors échauffées par les affaires d'Orient, et prépare ainsi le terrain pour le renvoi d'Adolphe Thiers.

## Attentat de Lecomte (16 avril 1846)
Le 16 avril 1846, lors d'une promenade du Roi, de la Reine et de leurs filles dans le parc du château de Fontainebleau, Pierre Lecomte, âgé de 48 ans, ancien garde forestier à Fontainebleau tire deux coups de feu sur le souverain sans le toucher. Il est arrêté, jugé par la Cour des Pairs, où Victor Hugo cherche à sauver sa tête, sans succès, condamné à mort et exécuté,,.

## Attentat d'Henry (29 juillet 1846)
Le 29 juillet 1846, durant une fête nationale, Louis-Philippe et sa famille, paraissent sur le balcon du palais pour donner le signal des réjouissances publiques. Deux coups de feu sont tirés.
Arrêté et jugé par la Cour des Pairs, Joseph Henry, fabricant d'objets de fantaisie en acier, est condamné à la peine des travaux forcés à perpétuité.